# Савитар
Са́витар (санскр. सवितर्, IAST: savitar, «побудитель»; «Солнце») — солнечное божество в ведийской мифологии. В Ригведе ему посвящено 11 гимнов.
О солярном характере божества можно судить по его эпитетам. Глаза, руки и язык у Савитара золотые, волосы жёлтые (как у Агни или Индры). Его золотая колесница снабжена золотым дышлом, принимающим, как и сам Савитар, разные формы; её везут два лучезарных коня. Ему приписывается сильное золотое сияние, которое он излучает вокруг, освещая воздух, небо, землю и весь мир. Он поднимает вверх свои могучие золотые руки, которыми благословляет и пробуждает все существа и которые простираются до конца земли. Савитар едет в своей золотой колеснице по верхнему и нижнему пути, взирая на все создания; он измерил всё земное пространство, идёт в три светлые небесные царства и соединяется с лучами Солнца. Савитара просят отвезти отшедшую душу туда, где обитают праведные; он даёт бессмертие богам и долговечность людям. Он прогоняет злых духов и колдунов; его просят прогнать дурные сны, сделать людей безгрешными.
Вместе с некоторыми другими божествами Савитар называется асура. Ему приписываются и общие божественные свойства: он охраняет установленные законы; воды и ветры подчинены ему. Никто, даже Индра, Варуна, Митра и другие боги, не могут сопротивляться его воле и владычеству. Имя «Савитар» было первоначально простым эпитетом («бог побудитель — живитель»), и употребление в Ведах этого имени носит следы такого первичного значения. В Савитаре олицетворена божественная сила Солнца, тогда как Сурья — более конкретный образ, в представлении о котором никогда не упускается внешний вид Солнца.
Противоположное мнение принадлежит профессору Г. Ольденбергу, полагающему, что Савитар представляет собой отвлечённую идею побуждения, животворности, и конкретные признаки солнца только присоединились к этой идее путём вторичного процесса.
Савитару и его божественному свету посвящена одна из самых известных мантр индуизма — Гаятри-мантра (РВ III.62.10).